# Las costumbres de casa
Las costumbres de casa (título en italiano: Il costume di casa: Evidenze e misteri dell'ideologia italiana) fue originalmente un ensayo escrito por el semiólogo italiano Umberto Eco en 1973, sobre «la obsesión de América por el simulacro y la realidad falsificada». Más tarde se incorporó como pieza central de la antología del mismo nombre, una colección de artículos y ensayos sobre las ideologías italianas. La antología contiene una selección de ensayos tomados de dos libros italianos por Eco: Las costumbres de casa (publicado por primera vez en 1973) y Sette anni di desiderio (1983). Fue traducida al inglés en 1986 como Faith in Fakes y posteriormente actualizada como Travel in Hyperreality en 1995.

## Contenido
El libro es una colección de artículos de periódicos y revistas principalmente italianos sobre el tema más amplio de la conciencia humana, incluyendo el tema de la semiótica del propio Eco. Los temas del ensayo principal incluyen la Americana moderna como los museos de cera, Superman y la holografía, y los otros artículos discuten otros temas, incluyendo fútbol, la Edad Media, Jim Jones y el Templo del Pueblo, y los jeans ajustados.

### Guerrilla semiológica
La colección incluía el influyente artículo de 1967  Hacia una guerra de guerrillas semiológica, dado por primera vez como conferencia en la conferencia Visión '67 en Nueva York, e incluido en el primer trabajo de Eco sobre teoría semiótica, su La Struttura Assente (La estructura ausente) de 1968.
El término ha influido en la teorización de las tácticas de la guerrilla contra la  cultura de los medios de comunicación de masas, como la televisión de la guerrilla y la interferencia cultural.  Entre las expresiones utilizadas en el ensayo, "guerra de guerrilla de las comunicaciones" y "guerrilla cultural".